# Yrjö Edelmann
Yrjö Olavi Edelmann, folkbokförd Edelman, född 17 oktober 1941 i Helsingfors i Finland, död 14 mars 2016 i Upplands-Bro kommun, var en svensk konstnär, som är känd för sina fotorealistiska målningar, föreställande paket, servetter och liknande.
Yrjö Edelmann flyttade med sin familj till Sverige 1951 och började efter folkskolan som illustratör på Åhlén & Åkerlunds förlag. I slutet av 1950-talet studerade han frihandsteckning på Konstfack i Stockholm. Efter en studieresa till USA kom han i kontakt med fotorealismen och hade där kontakt med James Rosenquist, som inspirerade Edelmann att gå egna vägar fram till sin högst personliga konst. Han tog till sig detta och 1973 ställde han för första gången ut sina målningar på Galerie Löwenadler i Stockholm.
Edelmanns trompe l'œil-avbildningar av paket och pappersprodukter gjorde honom internationellt uppmärksammad och han ställde ut i bland annat USA och Japan. Edelmann är representerad vid bland annat Kalmar konstmuseum.
Yrjö Edelmann var gift med Aira Edelmann.